# Nuevo Necaxa
Nuevo Necaxa es una localidad del estado mexicano de Puebla. Es cabecera del municipio de Juan Galindo.

## Historia
La localidad de Nuevo Necaxa fue fundada en 1900 para alojar a los habitantes de la localidad de Necaxa, la cual fue despoblada por encontrarse dentro del embalse de la futura Presa Necaxa. Una parte de la población desalojada de Necaxa no aceptó el reasentamiento en Nuevo Necaxa y en su lugar establecieron la localidad de Necaxaltépetl, en un cerro cercano.

## Demografía
| Gráfica de evolución demográfica |
|                                  |

| Censo | Población |
| ----- | --------- |
| 1900  | 725       |
| 1910  | 5 829     |
| 1921  | 2 166     |
| 1930  | 2 415     |
| 1940  | 3 938     |
| 1950  | 2 538     |
| 1960  | 2 652     |
| 1970  | 2 921     |
| 1980  | 3 633     |
| 1990  | 6 028     |
| 1995  | 6 962     |
| 2000  | 7 698     |
| 2005  | 7 693     |
| 2010  | 8 203     |
| 2020  | 7 838     |